# Arie van der Velden
Arie van der Velden (* 12. Dezember 1881 in Rotterdam; † 6. Dezember 1967 ebenda) war ein niederländischer Segler.

## Erfolge

3 - 10 Tonnen-Klasse, Olympische Spiele 1900

Arie van der Velden, der auch von Beruf Seemann war, nahm an den Olympischen Spielen 1900 in Paris teil, wo er in drei Wettbewerben antrat. In der gemeinsamen Wettfahrt gelang ihm kein Zieldurchgang, während er in der Bootsklasse 3 bis 10 Tonnen zweimal die besten vier erreichte. Als Crewmitglied der Yacht Mascotte erreichte er in der ersten Wettfahrt hinter Henri Gilardoni mit der Fémur den zweiten Platz, bei der zweiten Wettfahrt wurde er Vierter. Neben van der Velden gehörte noch Chris Hooijkaas zur Crew, Skipper der Mascotte war Henri Smulders.